# Polybia divisoria
Polybia divisoria är en getingart som beskrevs av Richards 1978. Polybia divisoria ingår i släktet Polybia och familjen getingar. Inga underarter finns listade i Catalogue of Life.